# Ministrymon coronta
Ministrymon coronta is een vlinder uit de familie van de Lycaenidae. De wetenschappelijke naam van de soort werd als Thecla coronta in 1874 gepubliceerd door William Chapman Hewitson.